# Перелік ракетних ударів під час російського вторгнення (осінь 2023)
Перелік ракетних ударів які завдають обидві сторони війни під час російського вторгнення в Україну, інформація про які була опублікована у відкритих джерелах.
Без ударів некерованими ракетами авіації, артилерії, РСЗВ та комплексів С-300.

## Засоби ураження
| назва      | назва         | носій          | тип                                                 | створено | дальність | бойова частина          | КІВ       |
| ---------- | ------------- | -------------- | --------------------------------------------------- | -------- | --------- | ----------------------- | --------- |
| Shahed 136 | —             | —              | дрон-камікадзе                                      | 2020     | 2500 км   | 46,5 кг (51 кг серія К) | 5-15 м    |
| Х-31       | —             | авіація        | авіаційна ракета класу «повітря-поверхня»           | 1988     | 110 км    | 87 кг                   | 10-15 м   |
| 5В55       | —             | С-300          | зенітна ракета                                      | 1970     | 75 км     | 130 кг                  | 50-100 м  |
| 48Н6       | —             | С-300, С-400   | зенітна ракета                                      | 1990     | 150 км    | 145 кг                  | 30-50 м   |
| Х-35       | «Звєзда»      | авіація        | крилата протикорабельна ракета                      | 1973     | 300 км    | 145 кг                  | 5-10 м    |
| Х-59       | «Овод»        | авіація        | авіаційна ракета класу «повітря-поверхня»           | 1975     | 45 км     | 148 кг                  | 10-20 м   |
| 48Н6М      | —             | С-300, С-400   | зенітна ракета                                      | 2007     | 200 км    | 150 кг                  | 10-30 м   |
| 48Н6ДМ     | —             | С-300, С-400   | зенітна ракета                                      | 2007     | 250 км    | 180 кг                  | 10-20 м   |
| Х-38       | —             | авіація        | авіаційна ракета класу «повітря-поверхня»           | 2012     | 40 км     | 250 кг                  | 5-10 м    |
| 3М55       | П-800 «Онікс» | флот           | універсальна протикорабельна ракета                 | 1987     | 600 км    | 300 кг                  | 10-20 м   |
| 3M22       | «Циркон»      | флот           | протикорабельна крилата ракета                      | 2021     | 1000 км   | 300 кг                  | 5-10 м    |
| Х-69       | —             | авіація        | крилата ракета класу «повітря-поверхня»             | 2022     | 290 км    | 310 кг                  | 10-20 м   |
| Х-29       | —             | авіація        | авіаційна ракета класу «повітря-земля»              | 1980     | 30 км     | 317 кг                  | 5-20 м    |
| Х-101      | —             | Ту-95, Ту-160  | стратегічна крилата ракета класу «повітря-поверхня» | 1999     | 5500 км   | 400 кг                  | 10-20 м   |
| 3М14       | «Калібр»      | флот           | крилата ракета                                      | 2012     | 2600 км   | 450 кг                  | 10-20 м   |
| 9М723      | «Іскандер»    | «Іскандер-М»   | балістична ракета класу «поверхня-поверхня»         | 2011     | 400 км    | 480 кг                  | 5-10 м    |
| 9М728      | «Іскандер»    | «Іскандер-К»   | крилата ракета класу «поверхня-поверхня»            | 2008     | 500 км    | 480 кг                  | 5-7 м     |
| 9М729      | «Іскандер»    | «Іскандер-К»   | крилата ракета класу «поверхня-поверхня»            | 2018     | 1500 км   | 480 кг                  | 5-7 м     |
| 9М79       | «Точка»       | 9К79 «Точка»   | ракета тактичного ракетного комплексу               | 1973     | 70 км     | 482 кг                  | 100-150 м |
| 9М79-1     | «Точка-У»     | 9К79 «Точка-У» | ракета тактичного ракетного комплексу               | 1989     | 120 км    | 482 кг                  | 30-50 м   |
| KN-23      | Hwasong-11Ga  | —              | тактична балістична ракета                          | 2018     | 550 км    | 500 кг                  | 5-10 м    |
| Х-47М2     | «Кинджал»     | МіГ-31К        | аеробалістична ракета                               | 2017     | 2000 км   | 500 кг                  | 10-20 м   |
| Х-22       | «Буря»        | Ту-22          | крилата протикорабельна ракета                      | 1962     | 330 км    | 950 кг                  | 500-700 м |

## Ракетні удари

### Вересень
- Ракетний удар по штабу Чорноморського флоту ВМФ Росії

Зафіксовано щонайменше 109 ракет з російського боку. 82 ракети було перехоплено силами ППО, щонайменше 2 ракети передчасно впали на території РФ.
| Удари завдані Україною | Удари завдані Україною | Удари завдані Україною | Удари завдані Україною                                  | дата       | Удари завдані Росією                                    | Удари завдані Росією      | Удари завдані Росією | Удари завдані Росією | Удари завдані Росією                                     |
| місце                  | місце                  | ракети                 | влучання                                                | дата       | місце                                                   | місце                     | ракети               | ракети               | влучання, загиблі/поранені                               |
| ---------------------- | ---------------------- | ---------------------- | ------------------------------------------------------- | ---------- | ------------------------------------------------------- | ------------------------- | -------------------- | -------------------- | -------------------------------------------------------- |
| Донецька обл.          | Горлівка               | AGM-88                 | не встановлено                                          | 01.09.2023 | Вінницька обл.                                          | Вінницька обл.            | 1/2                  | Калібр               | 1 перехоплена, влучання 2-ї у приватне підприємство      |
|                        |                        |                        |                                                         | 01.09.2023 | РФ, Самійлівський р-н                                   | РФ, Самійлівський р-н     | 1/1                  | Х-101*               | передчасно впала ракета                                  |
| Донецька обл.          | Донецьк                | AGM-88                 | не встановлено                                          | 05.09.2023 |                                                         |                           |                      |                      |                                                          |
| Донецька обл.          | Миронівський           | ракета GMLRS           | допоміжна військова техніка                             | 05.09.2023 |                                                         |                           |                      |                      |                                                          |
| Донецька обл.          | Бахмутський р-н        | ракета GMLRS           | 2х БМ-21 «Град»                                         | 05.09.2023 |                                                         |                           |                      |                      |                                                          |
| Запорізька обл.        | Бердянський р-н        | —                      | не встановлено                                          | 05.09.2023 |                                                         |                           |                      |                      |                                                          |
| Донецька обл.          | Маріупольський р-н     | —                      | не встановлено                                          | 06.09.2023 | Україна                                                 | Україна                   | 7/7                  | Х-101*               | перехоплено українською ППО                              |
|                        |                        |                        |                                                         | 06.09.2023 | Україна                                                 | Україна                   | 1/1                  | Іскандер-М           | перехоплено українською ППО                              |
| Запорізька обл.        | Запоріжжя              | 0/1                    | Іскандер                                                | 06.09.2023 | влучання у об’єкт цивільної інфраструктури, жертви: 0/2 |                           |                      |                      |                                                          |
| Донецька обл.          | Маріупольський р-н     | —                      | не встановлено                                          | 07.09.2023 |                                                         |                           |                      |                      |                                                          |
| Україна                | Україна                | ракета GMLRS           | військова інфраструктура                                | 07.09.2023 |                                                         |                           |                      |                      |                                                          |
| Херсонська обл.        | Херсонська обл.        | ракета GMLRS           | розрахунок БпЛА ZALA                                    | 08.09.2023 | Сумська обл.                                            | Суми                      | —                    | —                    | влучання у житлові будинки, жертви: 1/4                  |
|                        |                        |                        |                                                         | 08.09.2023 | Дніпропетровська обл.                                   | Кривий Ріг                | —                    | Іскандер-К           | влучання у відділок Поліції, жертви: 1/74                |
| Донецька обл.          | Бахмутський р-н        | ракета GMLRS           | РБ-301Б «Борисоглєбськ-2»                               | 10.09.2023 |                                                         |                           |                      |                      |                                                          |
| Україна                | Україна                | ракета GMLRS           | військова інфраструктура                                | 10.09.2023 |                                                         |                           |                      |                      |                                                          |
|                        |                        |                        |                                                         | 11.09.2023 | Дніпропетровська обл.                                   | Дніпропетровська обл.     | —                    | Х-31П                | не встановлено, жертви: 0/0                              |
| —                      | Х-59                   |                        |                                                         | 11.09.2023 | Дніпропетровська обл.                                   | Дніпропетровська обл.     |                      |                      | не встановлено, жертви: 0/0                              |
| Україна                | Україна                | ракета GMLRS           | 2х 2С5 «Гіацинт-С»                                      | 12.09.2023 |                                                         |                           |                      |                      |                                                          |
| Севастополь            | Севастополь            | Storm Shadow           | десантний корабель проєкту 775                          | 13.09.2023 | Донецька обл.                                           | Криворіжжя                | 0/1                  | Х-35                 | радар СТ-68У                                             |
| Севастополь            | Севастополь            | Storm Shadow           | підводний човен проєкту 877/636                         | 13.09.2023 |                                                         |                           |                      |                      |                                                          |
| АР Крим                | Євпаторія              | Р-360 «Нептун»         | С-400 «Тріумф» (в/ч А-0879)                             | 14.09.2023 |                                                         |                           |                      |                      |                                                          |
|                        |                        |                        |                                                         | 16.09.2023 | РФ, Тьопло-Оґарєвскій р-н                               | РФ, Тьопло-Оґарєвскій р-н | 1/1                  | Х-47М                | відомо про ймовірну детонацію ракети що передчасно впала |
| 17.09.2023             | Одеська обл.           | Одеська обл.           | 6/10                                                    | Х-101*     | 6 перехоплено, є пошкодження с/г інфраструктури         |                           |                      |                      |                                                          |
| Донецька обл.          | Донецьк                | —                      | окупаційні органи влади                                 | 18.09.2023 | Україна                                                 | Україна                   | 17/17                | Х-101*               | перехоплено українською ППО, жертви: 0/0                 |
| Донецька обл.          | Макіївка               | ракета GMLRS           | 2х 2С9 «Нона-С»                                         | 18.09.2023 |                                                         |                           |                      |                      |                                                          |
| Херсонська обл.        | Херсонська обл.        | ракета GMLRS           | військова інфраструктура                                | 18.09.2023 |                                                         |                           |                      |                      |                                                          |
| Донецька обл.          | Клинове                | ракета GMLRS           | 2С4 «Тюльпан»                                           | 19.09.2023 | Дніпропетровська обл.                                   | Кривий Ріг                | 0/1                  | Іскандер             | влучання у будівлю що не експлуатується, жертви: 0/0     |
| Запорізька обл.        | Мелітополь             | —                      | командний пункт                                         | 19.09.2023 |                                                         |                           |                      |                      |                                                          |
| Севастополь            | Севастополь            | Storm Shadow           | військова інфраструктура                                | 20.09.2023 |                                                         |                           |                      |                      |                                                          |
| Донецька обл.          | Донецька обл.          | ракета GMLRS           | БМ-27 «Ураган»                                          | 21.09.2023 | Київ                                                    | Київ                      | 36/43                | Х-101*               | пошкодження уламками ракет                               |
| Херсонська обл.        | Олешки                 | ракета GMLRS           | військова інфраструктура                                | 21.09.2023 | Київська обл.                                           | Вишневе                   | 36/43                | Х-101*               | влучання у завод PepsiCo, жертви: 0/2                    |
|                        |                        |                        |                                                         | 21.09.2023 | Черкаська обл.                                          | Черкаси                   | 36/43                | Х-101*               | влучання у готель і ринок у центрі міста, жертви: 0/9    |
| Рівненська обл.        | Рівне                  | Х-101*                 | влучання в енергетичну та цивільну інфраструктуру       | 21.09.2023 |                                                         |                           | 36/43                |                      |                                                          |
| Львівська обл.         | Дрогобич               | Х-101*                 | відомо про 3 влучання у промислові об'єкти, жертви: 0/0 | 21.09.2023 |                                                         |                           | 36/43                |                      |                                                          |
| Севастополь            | Севастополь            | Storm Shadow           | штаб ЧФ РФ                                              | 22.09.2023 | Полтавська обл.                                         | Кременчук                 | 1/2                  | —                    | влучання в цивільну інфраструктуру, жертви: 1/55         |
| Запорізька обл.        | Токмак                 | —                      | не встановлено                                          | 24.09.2023 |                                                         |                           |                      |                      |                                                          |
| Луганська обл.         | Сорокине               | —                      | склад боєприпасів                                       | 25.09.2023 | Одеська обл.                                            | Одеса                     | 11/12                | Калібр               | влучання у готель, портову, житлову інф-ру, жертви: 0/1  |
| Донецька обл.          | Донецька обл.          | ракета GMLRS           | 2Б26 «Град»                                             | 25.09.2023 | Одеська обл.                                            | Одеса                     | 0/2                  | П-800 «Онікс»        | влучання у готель, портову, житлову інф-ру, жертви: 0/1  |
| Донецька обл.          | Донецьк                | AGM-88                 | не встановлено                                          | 25.09.2023 | Миколаївська обл.                                       | Миколаївський р-н         | —                    | Х-59                 | влучання по території аеродрому та МіГ-29                |
| Запорізька обл.        | Запорізька обл.        | ракета GMLRS           | військова інфраструктура                                | 25.09.2023 |                                                         |                           |                      |                      |                                                          |
| Донецька обл.          | Донецьк                | ракета GMLRS           | окупаційні органи влади                                 | 26.09.2023 |                                                         |                           |                      |                      |                                                          |
|                        |                        |                        |                                                         | 27.09.2023 | Миколаївська обл.                                       | Миколаївський р-н         | —                    | —                    | військова інфраструктура                                 |
| Донецька обл.          | Донецька обл.          | ракета GMLRS           | БМ-27 «Ураган»                                          | 29.09.2023 |                                                         |                           |                      |                      |                                                          |
| Донецька обл.          | Донецька обл.          | ракета GMLRS           | БМ-21 «Град»                                            | 29.09.2023 |                                                         |                           |                      |                      |                                                          |
| Донецька обл.          | Донецька обл.          | ракета GMLRS           | 2А36 «Гіацинт-Б»                                        | 29.09.2023 |                                                         |                           |                      |                      |                                                          |
| південь України        | південь України        | ракета GMLRS           | вантажівка, особовий склад                              | 29.09.2023 |                                                         |                           |                      |                      |                                                          |
| Запорізька обл.        | Молочанськ             | ракета GMLRS           | 9К332 «Тор-М2»                                          | 30.09.2023 | Донецька обл.                                           | Краматорськ               | 0/2                  | —                    | пошкоджено автомобілі та гуртожиток, жертви: 0/1         |

*Х-101/Х-555/Х-55

### Жовтень
- Ракетний удар по кафе в селі Гроза

Зафіксовано щонайменше 44 ракети з російського боку. 17 ракет було перехоплено силами ППО.
| Удари завдані Україною | Удари завдані Україною  | Удари завдані Україною  | Удари завдані Україною               | дата              | Удари завдані Росією                             | Удари завдані Росією    | Удари завдані Росією | Удари завдані Росією                                | Удари завдані Росією                                 |
| регіон                 | місце                   | ракети                  | влучання                             | дата              | регіон                                           | місце                   | ракети               | ракети                                              | влучання, загиблі/поранені                           |
| ---------------------- | ----------------------- | ----------------------- | ------------------------------------ | ----------------- | ------------------------------------------------ | ----------------------- | -------------------- | --------------------------------------------------- | ---------------------------------------------------- |
| АР Крим                | Джанкой                 | —                       | не встановлено                       | 01.10.2023        |                                                  |                         |                      |                                                     |                                                      |
| Україна                | Україна                 | ракета GMLRS            | Т-80                                 | 02.10.2023        |                                                  |                         |                      |                                                     |                                                      |
| Україна                | Україна                 | ракета GMLRS            | 2С5 «Гіацинт-С»                      | 02.10.2023        |                                                  |                         |                      |                                                     |                                                      |
| Україна                | Україна                 | ракета GMLRS            | 2С7 «Піон»                           | 02.10.2023        |                                                  |                         |                      |                                                     |                                                      |
| Україна                | Україна                 | ракета GMLRS            | 2С19 «Мста-С»                        | 02.10.2023        |                                                  |                         |                      |                                                     |                                                      |
|                        |                         |                         |                                      | 03.10.2023        | південь України                                  | південь України         | 1/1                  | Іскандер-К                                          | перехоплено українською ППО                          |
| Україна                | Україна                 | ракета GMLRS            | 2x УР-77                             | 04.10.2023        |                                                  |                         |                      |                                                     |                                                      |
| Запорізька обл.        | Запорізька обл.         | ракета GMLRS            | вантажівка, 2С3 «Акація»             | 05.10.2023        | Харківська обл.                                  | Гроза                   | —                    | Іскандер                                            | ракетний обстріл кафе та магазинів, жертви: 59/7     |
| Запорізька обл.        | Запорізька обл.         | ракета GMLRS            | 2С7 «Піон»                           | 05.10.2023        |                                                  |                         |                      |                                                     |                                                      |
| Донецька обл.          | Бетманове               | ракета GMLRS            | особовий склад                       | 06.10.2023        | Харківська обл.                                  | Харків                  | 0/2                  | Іскандер                                            | влучання у будинки в центрі Харкова, жертви: 1/23    |
| Запорізька обл.        | Запорізька обл.         | ракета GMLRS            | ТОС-1А                               | 07.10.2023        | Одеська обл.                                     | Чорноморськ             | —                    | П-800 «Онікс»                                       | припортова та цивільна інф-ра, жертви: 0/3           |
| АР Крим                | Джанкой                 | —                       | не встановлено                       | 07.10.2023        |                                                  |                         |                      |                                                     |                                                      |
| Запорізька обл.        | Запорізька обл.         | ракета GMLRS            | Р-330Ж «Житель»                      | 09.10.2023        |                                                  |                         |                      |                                                     |                                                      |
| Запорізька обл.        | Запорізька обл.         | ракета GMLRS            | вантажівка, 2С3 «Акація»             | 09.10.2023        |                                                  |                         |                      |                                                     |                                                      |
| Запорізька обл.        | Запорізька обл.         | ракета GMLRS            | 2С7 «Піон»                           | 09.10.2023        |                                                  |                         |                      |                                                     |                                                      |
| Запорізька обл.        | Запорізька обл.         | ракета GMLRS            | БМ-27 «Ураган»                       | 09.10.2023        |                                                  |                         |                      |                                                     |                                                      |
| Запорізька обл.        | Запорізька обл.         | ракета GMLRS            | вантажні авто та особовий склад      | 09.10.2023        |                                                  |                         |                      |                                                     |                                                      |
| Запорізька обл.        | Запорізька обл.         | ракета GMLRS            | вантажні авто та паливозаправники    | 09.10.2023        |                                                  |                         |                      |                                                     |                                                      |
| Україна                | Україна                 | ракета GMLRS            | розрахунок БпЛА Supercam S350        | 10.10.2023        |                                                  |                         |                      |                                                     |                                                      |
| Донецька обл.          | Донецьк                 | AGM-88                  | не встановлено                       | 12.10.2023        | Миколаївська обл.                                | Привільне               | 1/1                  | —                                                   | перехоплено українською ППО                          |
|                        |                         |                         |                                      | 12.10.2023        | Миколаївська обл.                                | Миколаїв                | 0/1                  | Іскандер                                            | пустир                                               |
| Херсонська обл.        | Нова Маячка             | ракета GMLRS            | БМ-27 «Ураган»                       | 15.10.2023        |                                                  |                         |                      |                                                     |                                                      |
| Україна                | Україна                 | ракета GMLRS            | розрахунок БпЛА ZALA 421-16Е2        | 16.10.2023        | південь та схід України                          | південь та схід України | 2/5                  | Х-59                                                | наслідки влучання не встановлені                     |
| Україна                | Україна                 | ракета GMLRS            | розрахунок БпЛА ZALA 421-16          | 16.10.2023        | південь та схід України                          | південь та схід України | 0/1                  | Іскандер-М                                          | наслідки влучання не встановлені                     |
| Запорізька обл.        | Бердянськ               | MGM-140A                | аеродроми, військова інфраструктура  | 17.10.2023        | Миколаївська обл.                                | Вознесенський р-н       | 1/1                  | Х-59                                                | перехоплено українською ППО                          |
| Луганська обл.         | Луганськ                | MGM-140A                | аеродроми, військова інфраструктура  | 17.10.2023        |                                                  |                         |                      |                                                     |                                                      |
| Херсонська обл.        | Скадовськ               | —                       | військова інфраструктура             | 17.10.2023        |                                                  |                         |                      |                                                     |                                                      |
| Україна                | Україна                 | ракета GMLRS            | 2x БМ-21 «Град», склад боєприпасів   | 18.10.2023        | Дніпропетровська обл.                            | Дніпровський р-н        | 0/6                  | Іскандер-М                                          | влучання у приватні будинки, жертви: 1/3             |
| Севастополь            | Севастополь             | —                       | військова інфраструктура             | 18.10.2023        | Дніпропетровська обл.                            | Павлоград               | 0/6                  | Іскандер-М                                          | руйнування на інфраструктурному об'єкті, жертви: 0/0 |
|                        |                         |                         |                                      | 18.10.2023        | Миколаївська обл.                                | Миколаївська обл.       | 0/6                  | Іскандер-М                                          | влучання по закладу харчування, жертви: 2/1          |
| 19.10.2023             | південь та схід України | південь та схід України | наслідки влучання невідомі           |                   |                                                  |                         | 0/6                  | Іскандер-М                                          |                                                      |
| 19.10.2023             | південь та схід України |                         | наслідки влучання невідомі           |                   |                                                  |                         | 0/6                  | Іскандер-М                                          |                                                      |
| 19.10.2023             | крилата ракета          |                         | наслідки влучання невідомі           |                   |                                                  |                         | 0/6                  |                                                     |                                                      |
| 19.10.2023             | Дніпропетровська обл.   | Дніпропетровська обл.   | 1/1                                  | Х-59              | перехоплено українською ППО                      |                         |                      |                                                     |                                                      |
| 20.10.2023             | Дніпропетровська обл.   | Кривий Ріг              | —                                    | —                 | влучання по дачному кооперативу, жертви: 1/1     |                         |                      |                                                     |                                                      |
| Запорізька обл.        | Дніпропетровська обл.   | Бердянськ               | —                                    | не встановлено    | 21.10.2023                                       | Кривий Ріг              | —                    | —                                                   | руйнування на промисловому об'єкті, жертви: 0/0      |
|                        |                         |                         |                                      | Миколаївська обл. | Миколаївська обл.                                | —                       | —                    | завдано ракетного удару за межами населеного пункту |                                                      |
| 22.10.2023             | Херсонська обл.         | Білозерка               | 0/1                                  | Іскандер-М        | наслідки влучання невідомі                       |                         |                      |                                                     |                                                      |
| 22.10.2023             | Дніпропетровська обл.   | Дніпропетровська обл.   | 1/1                                  | Х-59              | перехоплено українською ППО                      |                         |                      |                                                     |                                                      |
| 23.10.2023             | Україна                 | Україна                 | 1/1                                  | Х-59              | перехоплено українською ППО                      |                         |                      |                                                     |                                                      |
| Донецька обл.          | Донецьк                 | AGM-88                  | не встановлено                       | 24.10.2023        |                                                  |                         |                      |                                                     |                                                      |
| Запорізька обл.        | Запорізька обл.         | ракета GMLRS            | 2С5 «Гіацинт-С»                      | 24.10.2023        |                                                  |                         |                      |                                                     |                                                      |
| Запорізька обл.        | Запорізька обл.         | ракета GMLRS            | БМ-21 «Град»                         | 25.10.2023        |                                                  |                         |                      |                                                     |                                                      |
| Запорізька обл.        | Запорізька обл.         | ракета GMLRS            | БМ-27 «Ураган»                       | 25.10.2023        |                                                  |                         |                      |                                                     |                                                      |
| Запорізька обл.        | Запорізька обл.         | ракета GMLRS            | ТОС-1А                               | 25.10.2023        |                                                  |                         |                      |                                                     |                                                      |
| Запорізька обл.        | Запорізька обл.         | ракета GMLRS            | 1Л219 «Зоопарк»                      | 25.10.2023        |                                                  |                         |                      |                                                     |                                                      |
| Луганська обл.         | Білоріченський          | MGM-140A                | військова інфраструктура, засоби ППО | 25.10.2023        |                                                  |                         |                      |                                                     |                                                      |
|                        |                         |                         |                                      | 27.10.2023        | Харківська обл.                                  | Ізюм                    | 0/1                  | Іскандер-М                                          | пожежна частина, жертви: 0/8                         |
| Миколаївська обл.      | Миколаївська обл.       | 3/3                     | Х-59                                 | 27.10.2023        | 3 перехоплені ППО                                |                         |                      |                                                     |                                                      |
| 28.10.2023             | Дніпропетровська обл.   | Дніпропетровська обл.   | 3/4                                  | Іскандер-К        | 3 перехоплені ППО, 4-та не досягла своєї цілі    |                         |                      |                                                     |                                                      |
| Запорізька обл.        | Запорізька обл.         | ракета GMLRS            | військова техніка, особовий склад    | 29.10.2023        | Полтавська обл.                                  | Миргородський р-н       | 1/1                  | Х-59                                                | перехоплено українською ППО                          |
| АР Крим                | Оленівка                | MGM-140A                | військова інфраструктура, засоби ППО | 30.10.2023        | Дніпропетровська обл.                            | Дніпровський р-н        | 2/2                  | Х-59                                                | перехоплено українською ППО, жертви: 0/0             |
| Севастополь            | Севастополь             | —                       | військова інфраструктура             | 30.10.2023        | Одеська обл.                                     | Одеса                   | 0/3                  | Іскандер-М                                          | судоремонтний завод                                  |
|                        |                         |                         |                                      | 30.10.2023        | Запорізька обл.                                  | Запорізький р-н         | —                    | —                                                   | влучання у об'єкт інфраструктури                     |
| 31.10.2023             | Україна                 | Україна                 | 0/1                                  | Х-59              | не встановлено                                   |                         |                      |                                                     |                                                      |
| 31.10.2023             | Херсонська обл.         | Херсон                  | —                                    | —                 | ймовірний ракетний обстріл, складські приміщення |                         |                      |                                                     |                                                      |

### Листопад
Зафіксовано щонайменше 39 ракет з російського боку. 17 ракет було перехоплено силами ППО, щонайменше 2 ракети передчасно впали.
| Удари завдані Україною | Удари завдані Україною | Удари завдані Україною | Удари завдані Україною                    | дата       | Удари завдані Росією                | Удари завдані Росією  | Удари завдані Росією | Удари завдані Росією | Удари завдані Росією                                    |
| регіон                 | місце                  | ракети                 | влучання                                  | дата       | регіон                              | місце                 | ракети               | ракети               | влучання, загиблі/поранені                              |
| ---------------------- | ---------------------- | ---------------------- | ----------------------------------------- | ---------- | ----------------------------------- | --------------------- | -------------------- | -------------------- | ------------------------------------------------------- |
| Херсонська обл.        | Стрілкове              | —                      | військова інфраструктура, командний пункт | 01.11.2023 | Україна                             | Україна               | 1/1                  | Х-59                 | перехоплено українською ППО                             |
| Севастополь            | Севастополь            | —                      | не встановлено                            | 01.11.2023 | Одеська обл.                        | Одеська обл.          | 2/2                  | Х-59                 | перехоплено українською ППО                             |
| південь України        | південь України        | ракета GMLRS           | розрахунок БпЛА ZALA                      | 01.11.2023 |                                     |                       |                      |                      |                                                         |
| Донецька обл.          | Світлодарськ           | ракета GMLRS           | Р-934УМ                                   | 02.11.2023 | Чорне море                          | Чорне море            | 2/2                  | П-800 «Онікс»        | не достягли цілі                                        |
| АР Крим                | Джанкой                | —                      | не встановлено                            | 02.11.2023 |                                     |                       |                      |                      |                                                         |
| Запорізька обл.        | Пологівський р-н       | ракета GMLRS           | 5Н63С/92Н6Е (командний пункт С-300/С-400) | 03.11.2023 | південь України                     | південь України       | 1/1                  | Х-59                 | перехоплено українською ППО                             |
| Запорізька обл.        | Новоселівка            | —                      | особовий склад                            | 03.11.2023 | Запорізька обл.                     | Зарічне               | 0/1                  | Іскандер-М           | влучання у приміщення з військовими, жертви: 19/?       |
| Херсонська обл.        | Брилівка               | —                      | не встановлено                            | 03.11.2023 |                                     |                       |                      |                      |                                                         |
| Херсонська обл.        | Тендрівська Коса       | ракета GMLRS           | Т-80                                      | 04.11.2023 | Україна                             | Україна               | 3/3                  | Іскандер-К           | перехоплено українською ППО                             |
| Херсонська обл.        | Тендрівська Коса       | ракета GMLRS           | Д-20                                      | 04.11.2023 | Полтавська обл.                     | Миргородський р-н     | —                    | —                    | пошкодження житлових будинків, жертви: 1/2+             |
| Херсонська обл.        | Тендрівська Коса       | ракета GMLRS           | катер                                     | 04.11.2023 | Дніпропетровська обл.               | Дніпровський р-н      | —                    | —                    | влучання в інфраструктурний об'єкт, жертви: 0/0         |
| АР Крим                | Керч                   | EG Scalp               | ракетний корабель проєкту 22800 «Аскольд» | 04.11.2023 |                                     |                       |                      |                      |                                                         |
| АР Крим                | Керч                   | EG Scalp               | суднобудівний завод «Залів»               | 04.11.2023 |                                     |                       |                      |                      |                                                         |
| Запорізька обл.        | Бердянськ              | —                      | не встановлено                            | 05.11.2023 | Одеська обл.                        | Одеська обл.          | 0/1                  | Х-31П                | влучання в інфраструктурний об'єкт, жертви: 0/3         |
| Херсонська обл.        | Херсонська обл.        | ракета GMLRS           | 2x БМ-21 «Град»                           | 05.11.2023 | Дніпропетровська обл.               | Криворізький р-н      | 1/1                  | Х-59                 | перехоплено українською ППО                             |
| Донецька обл.          | Сєдове                 | —                      | склад боєприпасів                         | 05.11.2023 | південь України                     | південь України       | 1/1                  | Х-59                 | перехоплено українською ППО                             |
|                        |                        |                        |                                           | 05.11.2023 | Одеська обл                         | Одеська обл           | —                    | Х-31                 | влучання в музей, житлову та промислову забудову        |
| Запорізька обл.        | Мелітополь             | —                      | не встановлено                            | 06.11.2023 | Одеська обл                         | Одеська обл           | —                    | П-800 «Онікс»        | влучання в музей, житлову та промислову забудову        |
|                        |                        |                        |                                           | 06.11.2023 | Одеська обл                         | Одеська обл           | —                    | Іскандер-М           | влучання в музей, житлову та промислову забудову        |
| південь України        | південь України        | ракета GMLRS           | військова техніка, особовий склад         | 07.11.2023 |                                     |                       |                      |                      |                                                         |
| Донецька обл.          | Донецьк                | ракета GMLRS           | центр підготовки операторів БПЛА          | 07.11.2023 |                                     |                       |                      |                      |                                                         |
| Донецька обл.          | Донецьк                | ракета GMLRS           | повторний удар по центру підготовки       | 07.11.2023 |                                     |                       |                      |                      |                                                         |
| Херсонська обл.        | Херсонська обл.        | ракета GMLRS           | 85Я6 «Леєр-2»                             | 08.11.2023 | Чорне море                          | Чорне море            | 0/1                  | Х-31П                | балкер KMAX Ruler, жертви: 1/3 (іноземці)               |
| Донецька обл.          | Жданівка               | ракета GMLRS           | особовий склад                            | 08.11.2023 |                                     |                       |                      |                      |                                                         |
| Херсонська обл.        | Скадовськ              | ракета GMLRS           | військова інф-ра, командний пункт         | 09.11.2023 | Дніпропетровська обл.               | Дніпропетровська обл. | 1/1                  | Х-59                 | перехоплено українською ППО                             |
| Донецька обл.          | Донецьк                | AGM-88                 | не встановлено                            | 09.11.2023 | Україна                             | Україна               | 1/1                  | Х-59                 | перехоплено українською ППО                             |
| АР Крим                | Чорноморське           | —                      | військова інфраструктура                  | 10.11.2023 | Україна                             | Україна               | —                    | Х-31                 | не встановлено                                          |
| Україна                | Україна                | ракета GMLRS           | БМ-21 «Град»                              | 10.11.2023 |                                     |                       |                      |                      |                                                         |
| Херсонська обл.        | Гладківка              | ракета GMLRS           | військова техніка, особовий склад         | 10.11.2023 |                                     |                       |                      |                      |                                                         |
| Донецька обл.          | Донецьк                | ракета GMLRS           | не встановлено                            | 11.11.2023 | південь України                     | південь України       | 0/1                  | П-800 «Онікс»        | не встановлено                                          |
| Донецька обл.          | Донецький р-н          | ракета GMLRS           | військова техніка, особовий склад         | 11.11.2023 | південь України                     | південь України       | 0/1                  | Х-31                 | не встановлено                                          |
| Донецька обл.          | Бойківське             | ракета GMLRS           | цивільна інфраструктура                   | 11.11.2023 | Київська обл.                       | Київська обл.         | 1/1                  | Іскандер             | перехоплено українською ППО                             |
| Херсонська обл.        | Херсонська обл.        | ракета GMLRS           | РБ-636АМ2 «Свєт-КУ»                       | 12.11.2023 | Україна                             | Україна               | 1/2                  | Х-59                 | не встановлено                                          |
| Донецька обл.          | Донецька обл.          | ракета GMLRS           | 2С7 «Піон»                                | 13.11.2023 |                                     |                       |                      |                      |                                                         |
| Херсонська обл.        | Брилівка               | ракета GMLRS           | особовий склад                            | 14.11.2023 | Україна                             | Україна               | 0/1                  | Іскандер-М           | не встановлено                                          |
| Луганська обл.         | Арапівка               | ракета GMLRS           | військова техніка, особовий склад         | 14.11.2023 | Україна                             | Україна               | 0/1                  | Х-35                 | не встановлено                                          |
| Україна                | Україна                | ракета GMLRS           | БМ-21 «Град»                              | 15.11.2023 | Полтавська обл.                     | Полтавська обл.       | 1/1                  | Х-59                 | перехоплено українською ППО                             |
| Донецька обл.          | Донецька обл.          | ракета GMLRS           | розрахунок БПЛА ZALA                      | 16.11.2023 |                                     |                       |                      |                      |                                                         |
| Донецька обл.          | Донецька обл.          | ракета GMLRS           | 2А36 «Гіацинт-Б»                          | 16.11.2023 |                                     |                       |                      |                      |                                                         |
| Донецька обл.          | Авдіївка               | ракета GMLRS           | 2С19 «Мста-С»                             | 17.11.2023 |                                     |                       |                      |                      |                                                         |
| Донецька обл.          | Золотарівка            | Точка-У                | не встановлено                            | 17.11.2023 |                                     |                       |                      |                      |                                                         |
| Донецька обл.          | Маріуполь              | —                      | не встановлено                            | 18.11.2023 |                                     |                       |                      |                      |                                                         |
| Донецька обл.          | Донецька обл.          | ракета GMLRS           | особовий склад, військова техніка         | 18.11.2023 |                                     |                       |                      |                      |                                                         |
| Херсонська обл.        | Асканія-Нова           | ракета GMLRS           | військова інфраструктура                  | 18.11.2023 |                                     |                       |                      |                      |                                                         |
| Херсонська обл.        | Каховський р-н         | ракета GMLRS           | 96К6 «Панцир-С1»                          | 19.11.2023 |                                     |                       |                      |                      |                                                         |
| Донецька обл.          | Донецька обл.          | ракета GMLRS           | 2x БМ-21 «Град»                           | 19.11.2023 |                                     |                       |                      |                      |                                                         |
| Донецька обл.          | Кумачове               | ракета GMLRS           | військова інф-ра, особовий склад          | 19.11.2023 |                                     |                       |                      |                      |                                                         |
| Бєлгородська обл.      | Ровеньки               | Точка-У                | не встановлено                            | 19.11.2023 |                                     |                       |                      |                      |                                                         |
| Донецька обл.          | Донецька обл.          | ракета GMLRS           | Р-149 АКШ, особовий склад                 | 20.11.2023 |                                     |                       |                      |                      |                                                         |
|                        |                        |                        |                                           | 21.11.2023 | Україна                             | Україна               | 1/1                  | Іскандер-К           | перехоплено українською ППО                             |
| 22.11.2023             | Запорізька обл.        | Запорізька обл.        | 0/1                                       | Х-22       | ракета впала на пустир, жертви: 0/0 |                       |                      |                      |                                                         |
| 24.11.2023             | Україна                | Україна                | 0/2                                       | Х-59       | не встановлено                      |                       |                      |                      |                                                         |
| Херсонська обл.        | Каховський р-н         | ракета GMLRS           | розрахунок БпЛА ZALA                      | 25.11.2023 |                                     |                       |                      |                      |                                                         |
| Херсонська обл.        | Херсонська обл.        | ракета GMLRS           | 2С3 «Акація»                              | 26.11.2023 |                                     |                       |                      |                      |                                                         |
| АР Крим                | АР Крим                | 5В28                   | не встановлено                            | 26.11.2023 |                                     |                       |                      |                      |                                                         |
| Луганська обл.         | Верхня Дуванка         | ракета GMLRS           | 2С5 «Гіацинт-С»                           | 27.11.2023 |                                     |                       |                      |                      |                                                         |
| Запорізька обл.        | Токмак                 | ракета GMLRS           | військова інфраструктура                  | 28.11.2023 | Запорізька обл.                     | Запоріжжя             | 0/1                  | Іскандер             | влучання у промислову інфраструктури, жертви: 0/1       |
| Донецька обл.          | Макіївка               | Точка-У                | не встановлено                            | 28.11.2023 | Дніпропетровська обл.               | Кривий Ріг            | 0/1                  | —                    | не встановлено                                          |
| Донецька обл.          | Донецьк                | AGM-88                 | не встановлено                            | 28.11.2023 |                                     |                       |                      |                      |                                                         |
| Херсонська обл.        | Ювілейне               | ракета GMLRS           | військова інф-ра, особовий склад          | 28.11.2023 |                                     |                       |                      |                      |                                                         |
| Запорізька обл.        | Запорізька обл.        | M31A1                  | 9К332 «Тор-М2»                            | 29.11.2023 | Миколаївська обл.                   | Миколаївська обл.     | 2/3                  | Х-59                 | 2 перехоплені, наслідки влучання третьої не встановлені |
| Запорізька обл.        | Запорізька обл.        | ракета GMLRS           | 9K317M «Бук-M3»                           | 29.11.2023 |                                     |                       |                      |                      |                                                         |
| Донецька обл.          | Донецька обл.          | ракета GMLRS           | 9К37М1 «Бук-М1»                           | 29.11.2023 |                                     |                       |                      |                      |                                                         |
| Луганська обл.         | Луганська обл.         | ракета GMLRS           | Р-330Ж «Житель»                           | 30.11.2023 |                                     |                       |                      |                      |                                                         |
| Херсонська обл.        | Калинівка              | ракета GMLRS           | 9K317 «Бук-М2»                            | 30.11.2023 |                                     |                       |                      |                      |                                                         |
| Херсонська обл.        | Калинівка              | ракета GMLRS           | командний пункт                           | 30.11.2023 |                                     |                       |                      |                      |                                                         |
| Україна                | Україна                | ракета GMLRS           | причіпна гармата                          | 30.11.2023 |                                     |                       |                      |                      |                                                         |